# George R. Carey
George Carey (Malden, Mass., 1851-1906) est un inventeur américain pionnier de la télévision. 

## Biographie
Il est arpenteur (surveyor) à l'Hôtel de ville de Boston, fils de A.C. Carey, homme politique et lui-même inventeur. 
Il est parmi les premiers - de manière contemporaine à  Adriano de Paiva, Constantin Senlecq ou Julian Ochorowicz -  à avoir imaginé un système de transmission des images à distance basé sur l'emploi du sélénium. Il était surtout connu par deux articles publiés dans le Scientific American.  Depuis le début du XXe siècle, il a souvent été affirmé (depuis Korn, 1907) qu'il avait commencé ses travaux en 1875. Les expertises plus récentes montre que ses travaux ont été impulsés par la proposition d'œil électrique artificiel proposé par les frères Siemens en 1876. Dans son carnet de note, découvert en 2001, il date son projet de « caméra électrique au sélénium » de janvier 1877, mais sa première publication  détaillée n'est publiée par Scientific American que le 5 juin 1880. 
Carey n'a visiblement pas pu démontrer ses propositions (qui supposaient une mosaïque de cellules de sélénium pour capter les signaux lumineux et transcrire l'image en signaux électriques). Il publie en article de rappel en 1895 puis on perd sa trace. 
Un nouveau lot d'archives de Carey est apparu en avril 2014 et demande à être expertisé.